# Kardos Pál (karnagy)
Kardos Pál (Cegléd, 1927. február 9. – Kecskemét, 1978. február 16.) Liszt Ferenc-díjas magyar karnagy, zenetanár.

## Életpályája
A pályáját meghatározó első zenei élményeket a nagykőrösi Református Tanítóképzőben kapta. Egy rákospalotai tanítói állás elnyerése teremtette meg számára a lehetőséget, hogy jelentkezhessen a Zeneakadémiára. Itt először orgona szakon Zalánfy Aladár, majd karvezető szakon többek között Ádám Jenő, Bárdos Lajos, Nagy Olivér, Szőnyi Erzsébet és Vásárhelyi Zoltán tanítványa volt. 1952-ben diplomázott.
1953–61 között a miskolci Zeneművészeti Szakiskola tanára, 1956/57-ben a Miskolci Nemzeti Színház karigazgatója. Szakiskolai leánykarával 1961-ben a debreceni "Bartók Béla" Nemzetközi Kórusversenyen első díjat nyert. 1961-72 között a Szegedi Juhász Gyula Tanárképző Főiskola docense, kórusával évente résztvevője a filharmóniai koncerteknek. Karvezetés tanítása meghatározó jelentőségű volt a leendő énekkarvezetők generációi számára. 1967-ben irányításával alakult meg a Szegedi Bartók Kórus. Ezekben az években nyílt lehetőség külföldi szereplésekre is: Arezzo (1967), Pozsony (1968), Várna (1968), (1969 – mindkét kórus), Middlesbrough (1970), Szabadka (1970 – Bartók Kórus), Spittal (1971 – Bartók Kórus)
Gyakorlati munkája mellett tudományos kutatásokat folytatott az intonáció akusztikai törvényszerűségeivel kapcsolatban, legtöbb publikációja ebben a témában jelent meg. Önálló kötetei mellett fejezeteket, tanulmányokat írt zenepedagógiai könyvekbe és folyóiratokba. Előadásokat, tanfolyamokat tartott szerte az országban és külföldön (Bulgária, Csehszlovákia, Svájc, USA), emellett megyei zenei szakreferens volt, és tagja az országos zsűribizottságnak.
A zenei stílusok minél átfogóbb megismertetése mellett kiemelt fontosságot tulajdonított Bartók Béla és Kodály Zoltán kórusműveinek. Kortárs darabokat is gyakran bemutatott: Bárdos Lajos, Farkas Ferenc, Frank Oszkár, Gárdonyi Zoltán, Kalmár László, Pászti Miklós, Szőnyi Erzsébet, Vaszy Viktor, Veress Sándor és mások műveit, több esetben a szerző személyes felkérésére.
1972-ben a Kodály Iskola alapító igazgatója Kecskemétre hívta. Az iskola gyermekkarával már az első évben kimagasló sikerrel szerepelt Zürichben. 1973-ban a Kodály Zoltán Zenepedagógiai Intézet igazgatójává nevezték ki. Ezzel egy időben alakult meg vezetésével a Kecskemét Városi Vegyeskar. Igazgatói tervei szerint a Kodály Intézet elsősorban a magyar énektanárok továbbképzését szolgálta volna, ám minisztériumi felettesei más koncepciót képviseltek és visszavonták kinevezését. Ekkor a tanítás mellett megyei szakfelügyeletet vállalt. Órái, kóruspróbái és hangversenyei továbbra is hazai és külföldi érdeklődők sokaságát vonzották. Ötvenedik születésnapján régi tanítványai összegyűltek az ország minden részéből: tizenegy kórus hatszáz énekese köszöntötte. Egy év múlva, 51 éves korában agyvérzés okozta korai halálát.

## Emlékezete
Tiszteletére hozták létre a Kardos Pál Alapítványt 1991-ben Szegeden. Első elnöke ifj. Bartók Béla volt, akinek halála óta ezt a tisztséget Szőnyi Erzsébet tölti be. Az Alapítvány rendszeresen tart emlékhangversenyeket különböző városokban, emellett kiadványokat jelentet meg (Kardos Pál /B&T 2000/; Kardos Pál – tudós tanárok, tanár tudósok /Országos Pedagógiai Könyvtár és Múzeum 2004/; Egyszólamúság az énekkari nevelésben /KPA 2007/); 1992 óta kétévente nemzetközi karnagyi tanfolyamokat is szervez Szegeden.
Kardos Pál nevét felvette két kórus is, a Ceglédi Pedagógus Énekkar (1987) és a Szegedi Juhász Gyula Tanárképző Főiskola Női Kara (1991). Termet neveztek el róla Cegléden, Kecskeméten, Nagykőrösön, Miskolcon és Szegeden. Szegeden az egykori Tanárképző Főiskola egyik gyakorló iskolájának (Karolina Iskola) falán tiszteletére emléktáblát helyeztek el 2002-ben, az emléktábla Lapis András szobrászművész alkotása.

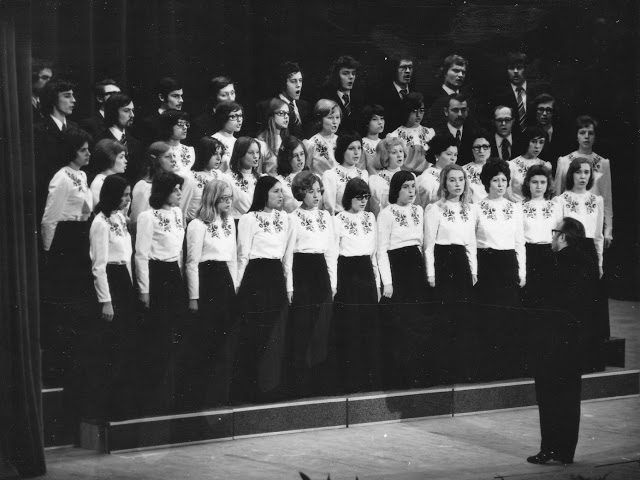
Kecskeméti Városi Vegyeskar, vezényel Kardos Pál (Karáth Imre felvétele, 1975)

## Művei
- Intonálás, fejezet Vásárhelyi Zoltán: Az énekkari vezénylés módszertana c. könyvében (ZK. 1965)
- Egyszólamúság az énekkari nevelésben (Csongrád megye és Szeged mj. város Népművelési Tanácsadója, 1968)
- Kórusnevelés-Kórushangzás (ZK. 1969, 1977, ZenOn – japán fordításban – 1994, 1995)
- Karvezetés III. (Tankönyvkiadó, 1970, 1983)
- Intonation and Vocal Training in Choir (Kodály Institute, 2005)

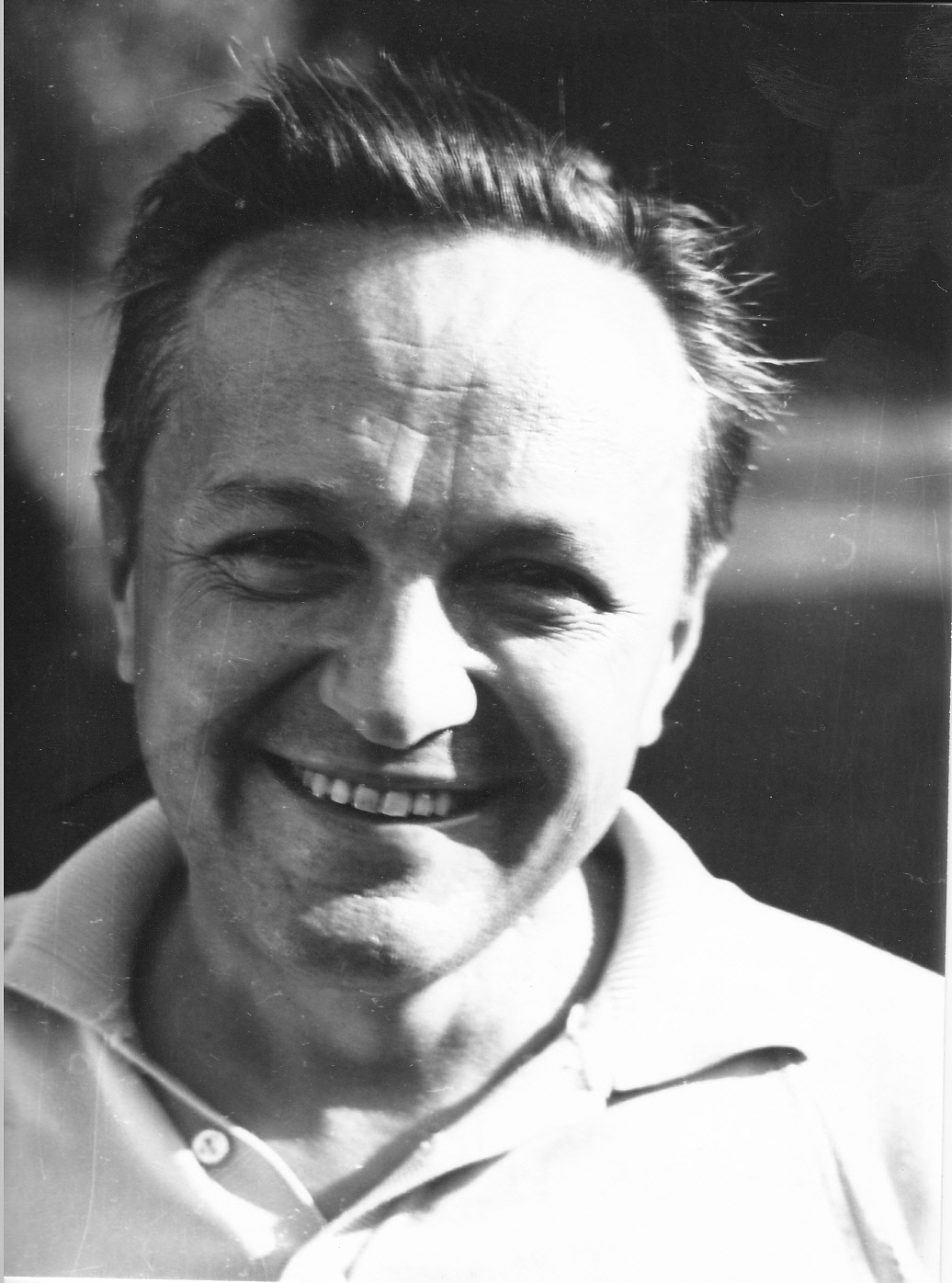
Kardos Pál fényképe a SZTE Füvészkertjében, Horváth Dezső felvétele (1968)

## Társasági tagság
- Magyar Kórusok és Zenekarok Szövetsége (KÓTA) elnökségi tag
- International Society for Music Education (ISME) tag

## Díjak, elismerések
- A Szocialista Kultúráért (1965)
- Kiváló Népművelő (1969)
- Nívódíj (Kórusnevelés-Kórushangzás c. könyv, 1970)
- Liszt Ferenc-díj (1972)
- Bács-Kiskun megye Művészeti Díja (1975)
- KÓTA-díj (posztumusz, 2005)